# Uperoleia arenicola
Uperoleia arenicola (tên tiếng Anh: Jabiru Toadlet) là một loài ếch thuộc họ Myobatrachidae.
Đây là loài đặc hữu của Úc.
Môi trường sống tự nhiên của chúng là đồng cỏ khô nhiệt đới hoặc cận nhiệt đới vùng đất thấp và sông có nước theo mùa.